# Aprilzi

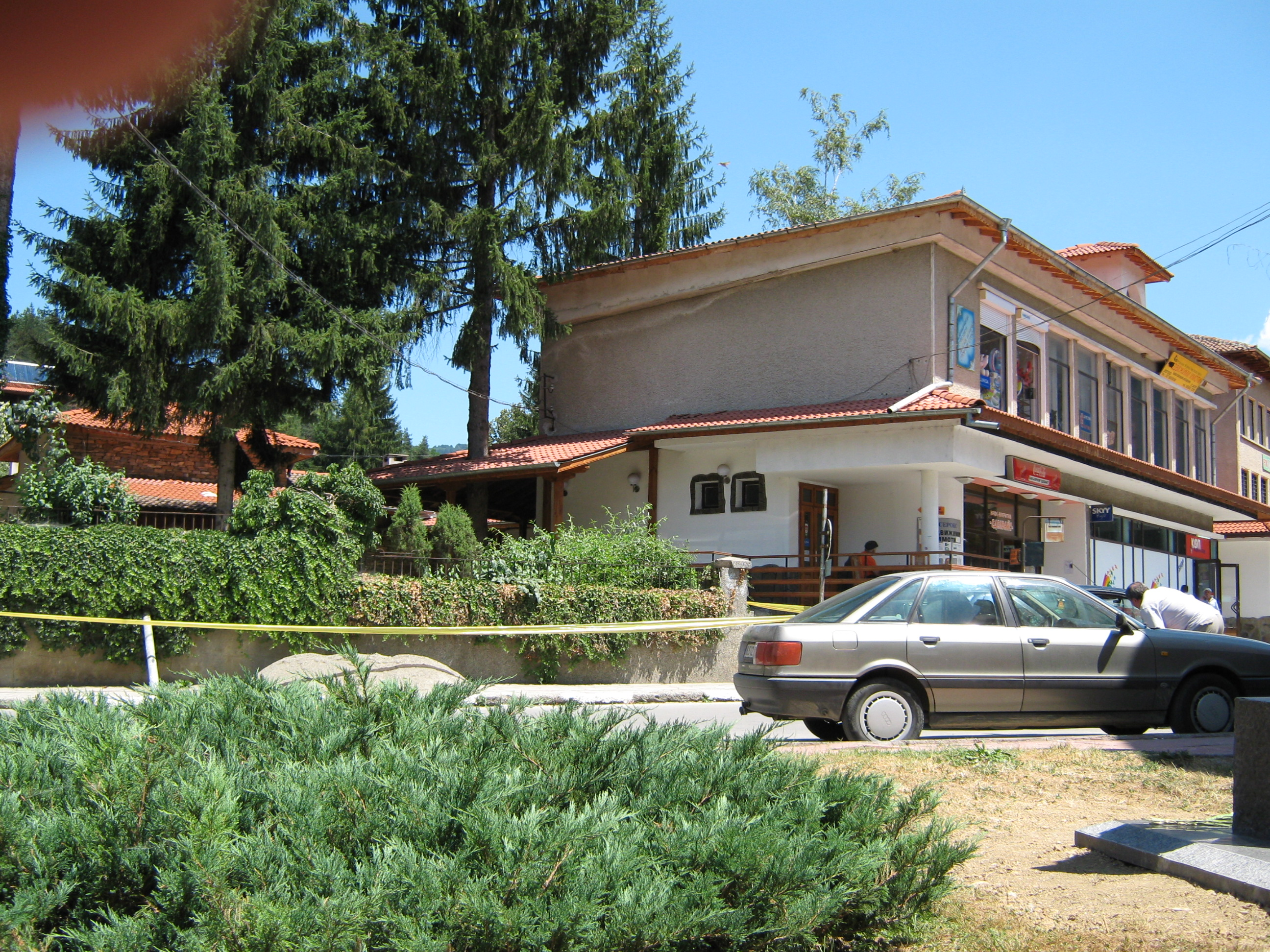

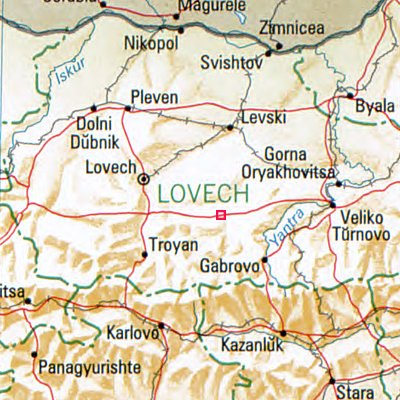
Aprilzi befindet sich im Dreieck zwischen Sewliewo (rotes Viereck), Trojan und Gabrowo

Aprilzi (auch Apriltsi, bulgarisch Априлци) ist ein Gebirgskurort und das Verwaltungszentrum einer gleichnamigen Gemeinde in der Oblast Lowetsch im Norden Bulgariens mit rund 3000 Einwohnern.

## Lage
Der Ort liegt 500-600 m ü. d. M. im nördlichen Teil des Kalofer-Gebirges, an den Flüssen Ostreschka (Novoselska), Vidima und Sla Reka. Die nächsten größeren Städte sind Trojan in 25 km Entfernung im Nordwesten, Sewliewo 41 Kilometer im Nordosten und Gabrowo 57 Kilometer im Osten. Aprilzi besteht aus den Ortsteilen Nowo Selo, Widima, Sla Reka und Ostrez, die früher eigenständige Dörfer waren und dadurch ziemlich weit auseinander liegen.

## Geschichte
In Aprilzi wurden bereits 1812 eine Einklassenschule und eine Kirche gebaut, im Jahre 1850 eine weltliche Schule eröffnet. 1872 gründete Wassil Lewski ein geheimes Revolutionskomitee, das gegen die osmanische Herrschaft gerichtet war. Auch die Gegend um Aprilzi beteiligte sich 1876 am Aprilaufstand (auch Novoselker-Aufstand). Die Novoselsker Republik wurde proklamiert, die sich neun Tage lang gegen die Übermacht der Gegner verteidigen konnte, ehe sie blutig niedergeschlagen wurde. Es gab 150 Tote und zahlreiche Verbannte. 772 Gebäude waren zerstört oder ausgebrannt, darunter auch das Mädchenkloster und die Kirche aus dem Jahre 1812. In diesem Kampf fiel der Woiwode Zanko Düstabanov, der mit seiner Freischar aus Gabrovo den Aufständischen zu Hilfe gekommen war. Ein Großteil der überlebenden Einwohner wurde gezwungen, den Ort zu verlassen.
1976 schlossen sich anlässlich des 100. Jahrestages des Novoselker-Aufstandes die Dörfer Nowo Selo, Vidima, Sla Reka und Ostrez zur Stadt Aprilzi zusammen, wobei Novo Selo das Verwaltungszentrum wurde. Der Name der Stadt leitet sich vom Aprilaufstand ab.
Durch den Zusammenschluss wuchs auch die Bedeutung der Stadt als Winterkurort.

## Sehenswürdigkeiten
Das Batoschevski-Kloster liegt 20 Kilometer nordöstlich von Aprilzi, 4 Kilometer südlich des Dorfes Batoschevo. Es wurde im 13. Jahrhundert während der Herrschaft des bulgarischen Zaren Michael II. Assen gegründet. Im 14. Jahrhundert wurde es beim Eindringen der Osmanen zerstört. 1838 wurde es wieder aufgebaut. Die Wandmalereien stammen aus dem Jahre 1869. In der Klosterschule haben Vater Matej Preobrashenski (Mitkaloto) und Batscho Kiro gelernt. Von besonderem Interesse sind die Kirche im Stil der Architektur der Bulgarischen Wiedergeburt (18./19. Jahrhundert), die Ikonen von Meistern aus der Trjawna-Schule und die kunstvoll geschnitzte Ikonostase.
Aus dem Dorf Batoschevo (etwa 25 km nordöstlich von Aprilzi) kamen während des Aprilaufstandes, an den ein Denkmal erinnert, die meisten Freiwilligen. Das Denkmal in Ravni Bunar, oberhalb von Ostrez am Nordhang des Berges Russalka, bekannt auch als Mara Gidik. Hier fanden am 11. Mai 1876 die letzten Kämpfe zwischen den Aufständischen unter der Führung von Zanko Djüstabanov und den türkischen Verfolgern statt. Von Ostrez aus führt ein markierter Wanderweg am Denkmal vorbei zum Berg Russalka und zur Hütte Tascha. Aprilzi ist Ausgangspunkt für Wanderungen im wunderschönen zentralen Teil des mittleren Balkangebirges, dem Kaloferski-Balkan mit seinem höchsten Berg, dem Botew-Gipfel (2376 m).

## Verkehrsverbindungen
Es gibt regelmäßigen Busverkehr nach Trojan, Sevlievo, Gabrovo, Pleven, Lowetsch und in andere Orte. Innerhalb der Stadt verkehren Ortslinien. Der Busbahnhof ist in Novo Selo. Die Busse aus Sewliewo halten auch in Batoschevo und am Batoschevski-Kloster.